# Albert Adu Boahen
Albert Kwadwo Adu Boahen (24. května 1932, Oseim – 24. května 2006) byl ghanský akademik, historik a politik. V letech 1959 až 1990 působil na Ghanské univerzitě. V roce 1992 kandidoval v prezidentských volbách za hlavní opoziční stranu Nová vlastenecká strana (NPP).

## Životopis

### Akademická kariéra
V roce 1956 dokončil Boahen svá studia na Univerzitě Zlatonosného pobřeží. V roce 1959 získal jako první Ghaňan titul Ph.D z africké historie na Škole orientálních a afrických studiích v Londýně.
Od roku 1959 působil na Ghanské univerzitě. Od roku 1971 až do svého odchodu do důchodu v roce 1990 byl profesorem. V letech 1967 až 1975 jako první Afričan vedl zdejší katedru historie. V letech 1973 až 1975 zastával funkci děkana. Působil také v redakční radě časopisu The Journal of African History, který vydává nakladatelství Cambridge University Press. V roce 1969 hostoval na Australské národní univerzitě, v roce 1970 na Kolumbijské univerzitě a v letech 1990 a 1991 na State University of New York. V letech 1993 až 1999 působil ve výboru UNESCO, který vydal osmisvazkové dílo General History of Africa. Boahen byl také členem Ghanské akademie umění a věd.

### Politická kariéra
V únoru 1988 veřejně přednášel o ghanských dějinách v letech 1972–1987. Proto mu je přičítáno přerušení tzv. „kultury ticha“, která byla charakteristická během režimu prezidenta Jerryho Rawlingse. Rawlings zastával funkci prezidenta od roku 1981. Boahenovy přednášky, které se nejdříve konaly v British Council Hall v Akkře byly v roce 1998 publikovány pod názvem The Ghanian Sphinx: The Contemporary History of Ghana 1972–1987.
V roce 1990 spoluzaložil Hnutí za svobodu a spravedlnost a stal se jeho prvním předsedou. V roce 1992 byl v Ghaně zrušen zákaz politických stran. Ve stejném roce se konaly i prezidentské volby, ve kterých Boahen kandidoval za Novou vlasteneckou stranu (NPP). Spolu s ním kandidoval Roland Issifu Alhassan do funkce viceprezidenta. Boahen ve volbách získal 30,4 % hlasů, byl však poražen Jerrym Rawlingsem. Byl přesvědčen o zmanipulování voleb a bojkotoval proto parlamentní volby konané ve stejném roce. V prezidentských volbách v roce 1996 Boahen nekandidoval. V roce 1998 se pokusil stát opět kandidátem NPP do nadcházejících prezidentských voleb v roce 2000, ale NPP nominovala Johna Kufuora, který tyto volby vyhrál.
Na začátku své kariéry se Boahen vyslovil proti marxistické historiografii. Sám sebe označil za liberálního demokrata, vyznavače svobody jednotlivce, soukromého podnikání a tržního hospodářství.

### Konec života a jeho odkaz
Albert Adu Boahen zemřel v den svých 74. narozenin 24. května 2006. Přežila ho jeho manželka Mary Adu Boahen a jejich pět dětí. Mezi truchlícími, kteří po jeho smrti navštívili rodinu byl i Jerry Rawlings. Boahenovy se dostalo státního pohřbu a v červnu 2006 byl posmrtně vyznamenán Řádem ghanské hvězdy.
Jeho syn Charles Adu Boahen se stal v roce 2017 náměstkem ministra zahraničních věcí. Do této funkce jej jmenoval prezident Nana Akufo-Addo.

## Vyznamenání
- Řád ghanské hvězdy in memoriam – Ghana, červen 2006